# Crypto-islam

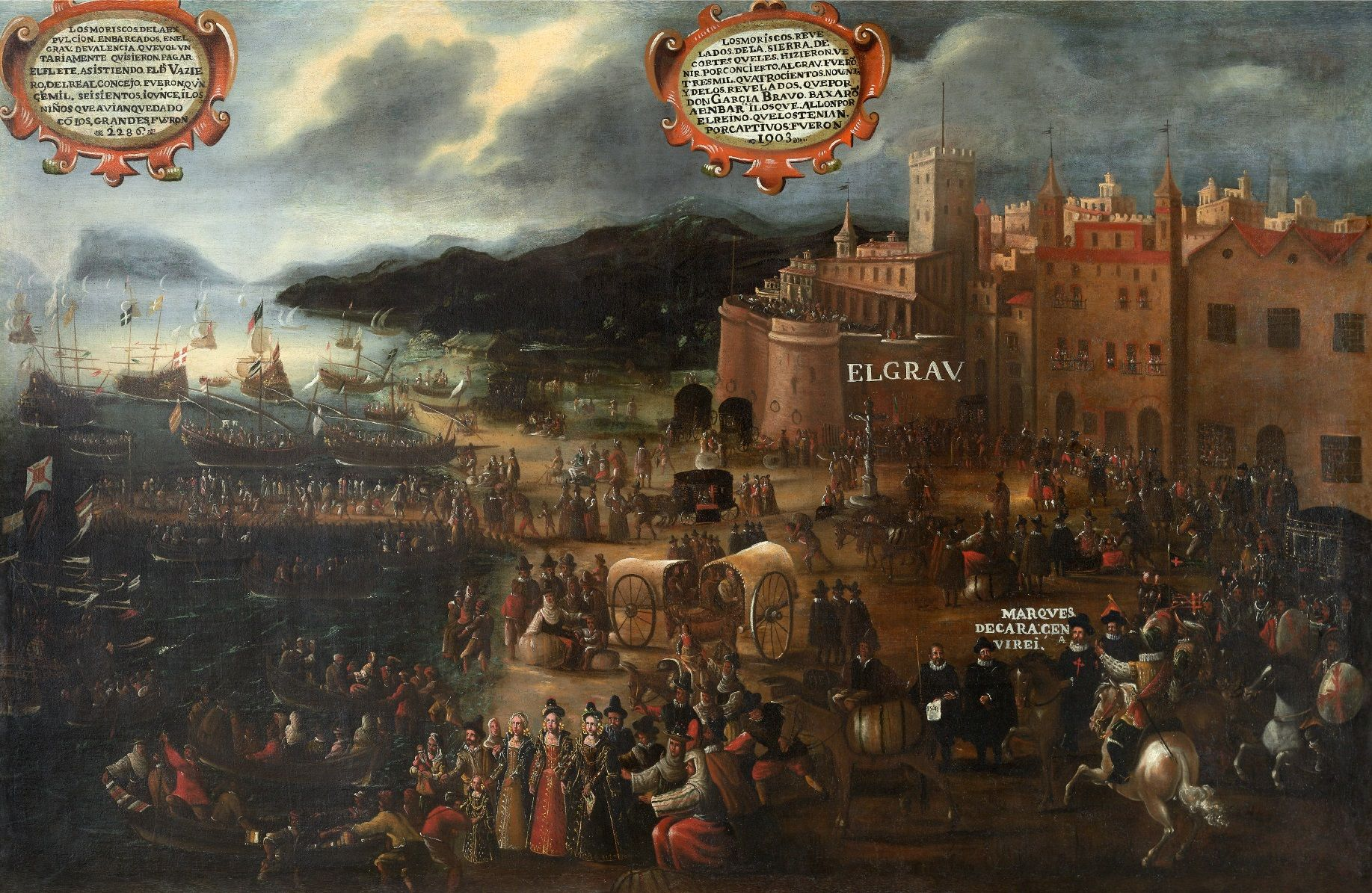
Inscheping van Morisken in Valencia.

Crypto-islam is het in het geheim aanhangen van de islam terwijl openlijk een ander geloof wordt aangehangen. Beoefenaars worden cryptomoslims genoemd.
De term wordt vooral gebruikt voor Spaanse moslims na de val van Granada, tijdens de Spaanse Inquisitie. Toen in 1492 het koninkrijk Granada door de christenen werd heroverd, waren er de Morisken die niet vertrokken, maar in het openbaar christen werden, terwijl ze in werkelijkheid de islam bleven aanhangen. Dit konden ze redelijk ongestoord blijven doen, totdat koning Filips II van Spanje in 1568 een edict uitvaardigde dat regelde dat streng zou gaan worden toegezien op de levensstijl van deze cryptomoslims. Dit leidde datzelfde jaar nog tot een opstand die eind 1569 uitmondde in een oorlog tegen de Morisken. Ze raakten over het hele land verspreid, totdat de regering in 1609 een nieuw edict uitvaardigde, dat hun verbanning regelde.

## Soennieten en sjiieten
Er is ook wel sprake van cryptosoennieten en cryptosjiieten. Als de soennieten of de sjiieten ergens aan de macht zijn en er is wat onrust, dan wordt het voor de andere groep vaak lastig openlijk tot deze groep te blijven behoren. Deze moslims doen het dan voorkomen alsof ze tot de groep behoren die aan de macht is, terwijl ze in werkelijkheid deel uitmaken van de andere groep.